# Liten vårstjärna
Liten vårstjärna (Scilla sardensis) är en växtart i familjen Sparrisväxter.